# Франкалтроф
Франкалтроф (фр. Francaltroff) насеље је и општина у североисточној Француској у региону Лорена, у департману Мозел која припада префектури Шато Сален.
По подацима из 2011. године у општини је живело 750 становника, а густина насељености је износила 60,19 становника/km². Општина се простире на површини од 12,46 km². Налази се на средњој надморској висини од 220 метара (максималној 289 m, а минималној 217 m).

## Демографија
| 1962. | 1968. | 1975. | 1982. | 1990. | 1999. | 2011. |
| ----- | ----- | ----- | ----- | ----- | ----- | ----- |
| 544   | 563   | 558   | 564   | 615   | 678   | 750   |

График промене броја становника у току последњих година